# أسا بابر
أسا بابر (بالإنجليزية: Asa Baber)‏ هو كاتب العمود وكاتب وضابط أمريكي، ولد في 19 يونيو 1936 في شيكاغو في الولايات المتحدة، وتوفي بنفس المكان في 18 يونيو 2003 بسبب تصلب جانبي ضموري.